# Sonnenschmerle
Die Sonnenschmerle (Yasuhikotakia eos (Gr.: „eos“ = Morgenröte), Syn.: Botia eos) ist ein Süßwasserfisch aus der Familie der Prachtschmerlen (Botiidae), der in Thailand und Laos im Flussgebiet des Mekong, des Mae Nam Chao Phraya und des Mae Nam Mae Klong vorkommt. Sie scheint in ihrem gesamten Verbreitungsgebiet nicht häufig zu sein.

## Merkmale
Die Sonnenschmerle wird neun bis elf Zentimeter lang und besitzt eine typische, langgestreckte aber seitlich abgeflachte Prachtschmerlengestalt. Ihre Färbung ist variabel, gelbbraun bis ziegelbraun, mit einem dunkleren Rücken und einem helleren Bauch. An der Basis der Schwanzflosse findet sich ein breiter blauschwarzer Fleck. Die Flossen sind gelblich bis orange, Rücken-, Schwanz-, After- und Bauchflossen besitzen weiße Ränder und dunkle Flossenbasen. Einige Exemplare können auch fast völlig schwarz sein. Jede Seite der Unterlippe ist mit deutlich sichtbaren Papillen besetzt. Äußere Geschlechtsunterschiede sind nicht bekannt.
- Flossenformel: Dorsale 3–4/10–11, Anale 2–4/5.

Die höhere Anzahl der geteilten Rückenflossenstrahlen (10–11) sind, neben Körperlänge und Färbung, die beste Unterscheidungsmöglichkeit zu der sehr ähnlichen Grünen (Y. lecontei) (8) und
Blauen Prachtschmerle (Y. modesta) (7–9).

## Lebensweise
Die Sonnenschmerle bewohnt von Felsbrocken und Geröll geprägte Bereiche in schnell fließenden Abschnitten mittlerer und großer Flüsse. Sie ernährt sich hauptsächlich von Weichtieren, gelegentlich auch von anderen bodenbewohnenden Wirbellosen.

## Nutzung
Sie wird in ihrem Verbreitungsgebiet gelegentlich (während der Trockenzeit) auf den Märkten als Speisefisch angeboten. Aquaristisch ist sie ohne größere Bedeutung. Die wenigen nach Europa importierten Tiere sind als Beifang gefangen worden. Wegen ihrer hohen Aggressivität ist sie als Zierfisch weniger geeignet.